# سئول مترو
سئول مترو (انگلیسی: Seoul Metro) شرکت ترابری ریلی کره‌ای است، که در سال ۱۹۷۰ تأسیس شد.